# Eintracht Frankfurt 1968-1969
Questa voce raccoglie le informazioni riguardanti l'Eintracht Frankfurt nelle competizioni ufficiali della stagione 1968-1969.

## Stagione
Nella stagione 1968-1969 l'Eintracht Francoforte, allenato da Erich Ribbeck, concluse il campionato di Bundesliga all'8º posto. In Coppa di Germania l'Eintracht Francoforte fu eliminato agli ottavi di finale dal Kaiserslautern. In Coppa delle Fiere l'Eintracht Francoforte fu eliminato agli ottavi di finale dall'Athletic Bilbao.

## Rosa
| N. |                     | Ruolo | Calciatore            |
| -- | ------------------- | ----- | --------------------- |
|    | Germania (bandiera) | P     | Siegbert Feghelm      |
|    | Germania (bandiera) | P     | Peter Kunter          |
|    | Germania (bandiera) | P     | Hans Tilkowski        |
|    | Serbia (bandiera)   | D     | Fahrudin Jusufi       |
|    | Germania (bandiera) | D     | Dieter Lindner        |
|    | Germania (bandiera) | D     | Friedel Lutz          |
|    | Germania (bandiera) | D     | Lothar Schämer        |
|    | Germania (bandiera) | D     | Gert Trinklein        |
|    | Germania (bandiera) | D     | Karl-Heinz Wirth      |
|    | Germania (bandiera) | C     | Walter Bechtold       |
|    | Germania (bandiera) | C     | Hermann-Dieter Bellut |

| N. |                     | Ruolo | Calciatore       |
| -- | ------------------- | ----- | ---------------- |
|    | Germania (bandiera) | C     | Jürgen Kalb      |
|    | Germania (bandiera) | C     | Günter Keifler   |
|    | Germania (bandiera) | C     | Helmut Kraus     |
|    | Germania (bandiera) | C     | Hans Lindemann   |
|    | Germania (bandiera) | A     | Ernst Abbé       |
|    | Germania (bandiera) | A     | Jürgen Grabowski |
|    | Germania (bandiera) | A     | Bernd Hölzenbein |
|    | Austria (bandiera)  | A     | Willi Huberts    |
|    | Germania (bandiera) | A     | Oskar Lotz       |
|    | Germania (bandiera) | A     | Bernd Nickel     |
|    | Germania (bandiera) | A     | Heiko Racky      |

## Organigramma societario
Area tecnica
- Allenatore: Erich Ribbeck
- Allenatore in seconda:
- Preparatore dei portieri:
- Preparatori atletici:

## Calciomercato

### Sessione estiva
| Acquisti | Acquisti    | Acquisti            | Acquisti |
| R.       | Nome        | da                  | Modalità |
| -------- | ----------- | ------------------- | -------- |
| C        | Jürgen Kalb | VfB Unterliederbach |          |

| Cessioni | Cessioni           | Cessioni                | Cessioni |
| R.       | Nome               | a                       | Modalità |
| -------- | ------------------ | ----------------------- | -------- |
| D        | Peter Blusch       | Colonia                 |          |
| A        | Siegfried Bronnert | Lubecca                 |          |
| C        | Jürgen Friedrich   | Kaiserslautern          |          |
| A        | Wolfgang Solz      | Darmstadt               |          |
| C        | István Sztáni      | TuS Makkabi Francoforte |          |

## Risultati

### Bundesliga

#### Girone di andata
| Arbitro: | Biwersi |

|                          |           |  |
| Grabowski 45’ Nickel 72’ | Marcatori |  |

| Arbitro: | Horstmann |

|                                    |           |                        |
| Claessen 16’, 74’ Ionescu 18’, 45’ | Marcatori | 12’ Huberts 68’ Bellut |

| Arbitro: | Redelfs |

|          |           |            |
| Gecks 7’ | Marcatori | 61’ Jusufi |

| Arbitro: | Kindervater |

|  |           |          |
|  | Marcatori | 79’ Weiß |

| Arbitro: | Bonacker |

|                            |           |  |
| Handschuh 10’ Weidmann 30’ | Marcatori |  |

| Arbitro: | Eschweiler |

|                      |           |            |
| Grabowski 17’ (rig.) | Marcatori | 29’ Müller |

| Arbitro: | Siepe |

|  |           |            |
|  | Marcatori | 50’ Bellut |

| Arbitro: | Regely |

|             |           |          |
| Schämer 57’ | Marcatori | 67’ Held |

| Arbitro: | Basedow |

|                    |           |             |
| Rühl 5’ Hornig 51’ | Marcatori | 88’ Huberts |

| Arbitro: | Schäfer |

|                                      |           |  |
| Bechtold 65’, 89’ (rig.) Huberts 84’ | Marcatori |  |

| Arbitro: | Ott |

|                                           |           |               |
| Weida 30’ Nuber 52’ Kondert 55’ Siber 72’ | Marcatori | 34’, 90’ Lotz |

| Arbitro: | Biwersi |

|             |           |            |
| Huberts 59’ | Marcatori | 43’ Laumen |

| Arbitro: | Köhler |

|            |           |                         |
| Skoblar 1’ | Marcatori | 10’ Kalb 84’ Hölzenbein |

| Arbitro: | Herden |

|                          |           |                            |
| Bechtold 35’ (rig.), 49’ | Marcatori | 31’ Windhausen 60’ Geisert |

| Arbitro: | Kreitlein |

|             |           |  |
| Kohlars 71’ | Marcatori |  |

| Arbitro: | Weyland |

|                       |           |                       |
| Lutz 18’ Bechtold 83’ | Marcatori | 67’ Seeler 73’ Krämer |

| Arbitro: | Redelfs |

|                             |           |  |
| Wittkamp 3’ Pohlschmidt 54’ | Marcatori |  |

#### Girone di ritorno
| Arbitro: | Ohmsen |

|                                      |           |  |
| Bredenfeld 56’ Hölzenbein 76’ (aut.) | Marcatori |  |

| Arbitro: | Deuschel |

|  |           |              |
|  | Marcatori | 20’ Claessen |

| Arbitro: | Regely |

|                      |           |           |
| Abbé 32’ Schämer 47’ | Marcatori | 89’ Gecks |

| Arbitro: | Hilker |

|          |           |  |
| Weiß 10’ | Marcatori |  |

| Arbitro: | Kindervater |

|                               |           |  |
| Nickel 27’ Grabowski 75’, 76’ | Marcatori |  |

| Arbitro: | Redelfs |

|                         |           |  |
| Brenninger 30’ Roth 42’ | Marcatori |  |

| Arbitro: | Niemeyer |

|                    |           |          |
| Kalb 4’ Bellut 61’ | Marcatori | 14’ Rupp |

| Arbitro: | Herden |

|  |           |                     |
|  | Marcatori | 27’ (aut.) Trimhold |

| Arbitro: | Schröck |

|                |           |              |
| Hölzenbein 81’ | Marcatori | 2’, 27’ Rühl |

| Arbitro: | Biwersi |

|                 |           |  |
| Wirth 1’ (aut.) | Marcatori |  |

| Arbitro: | Deuschel |

|                                         |           |                                |
| Hölzenbein 34’ Nickel 53’ Grabowski 67’ | Marcatori | 36’ (aut.) Huberts 80’ Schmitt |

| Arbitro: | Linn |

|                 |           |                                    |
| Laumen 10’, 52’ | Marcatori | 19’ Nickel 36’ Huberts 79’ Lindner |

| Francoforte sul Meno 26 aprile 1969, ore 15:30 CET 30ª giornata | Eintracht Francoforte | 0 – 0 referto | Hannover 96 | Waldstadion (12 500 spett.)\| Arbitro: \| Eschweiler \| |
| Arbitro:                                                        | Eschweiler            |               |             |                                                         |

| Arbitro: | Schulenburg |

|                    |           |                    |
| Friedrich 77’, 85’ | Marcatori | 41’, 73’ Grabowski |

| Arbitro: | Herden |

|                                             |           |  |
| Huberts 28’ (rig.) Grabowski 32’ Nickel 70’ | Marcatori |  |

| Arbitro: | Weyland |

|            |           |                               |
| Seeler 56’ | Marcatori | 33’, 74’ Nickel 36’, 89’ Kalb |

| Arbitro: | Linn |

|            |           |  |
| Nickel 74’ | Marcatori |  |

### Coppa di Germania
| Arbitro: | Schäfer |

|                                                   |           |                    |
| Bellut 6’, 51’, 74’ Grabowski 16’, 62’ Nickel 52’ | Marcatori | 69’ Held 76’ Weist |

| Arbitro: | Hennig |

|               |           |  |
| Hasebrink 29’ | Marcatori |  |

### Coppa delle Fiere
| Arbitro: | Delcourt |

|                          |           |                               |
| Aust 20’ Lotz 81’ (aut.) | Marcatori | 26’ Abbé 65’ (rig.) Grabowski |

| Arbitro: | Finney |

|                         |           |  |
| Kalb 8’ Nickel 47’, 85’ | Marcatori |  |

| Torino 6 novembre 1968, ore CET Secondo turno | Juventus | 0 – 0 referto | Eintracht Francoforte | Stadio Comunale (25 000 spett.)\| Arbitro: \| Garay \| |
| Arbitro:                                      | Garay    |               |                       |                                                        |

| Arbitro: | Jakše |

|               |           |  |
| Bechtold 120’ | Marcatori |  |

| Arbitro: | D'Agostini |

|             |           |  |
| Uriarte 27’ | Marcatori |  |

| Arbitro: | Heymann |

|         |           |            |
| Lotz 4’ | Marcatori | 6’ Igartua |

## Statistiche

### Statistiche di squadra
| Competizione      | Punti | In casa | In casa | In casa | In casa | In casa | In casa | In trasferta | In trasferta | In trasferta | In trasferta | In trasferta | In trasferta | Totale | Totale | Totale | Totale | Totale | Totale | DR |
| Competizione      | Punti | G       | V       | N       | P       | Gf      | Gs      | G            | V            | N            | P            | Gf           | Gs           | G      | V      | N      | P      | Gf     | Gs     | DR |
| ----------------- | ----- | ------- | ------- | ------- | ------- | ------- | ------- | ------------ | ------------ | ------------ | ------------ | ------------ | ------------ | ------ | ------ | ------ | ------ | ------ | ------ | -- |
| Bundesliga        | 34    | 17      | 8       | 6       | 3       | 27      | 15      | 17           | 5            | 2            | 10           | 19           | 28           | 34     | 13     | 8      | 13     | 46     | 43     | +3 |
| Coppa di Germania | -     | 1       | 1       | 0       | 0       | 6       | 2       | 1            | 0            | 0            | 1            | 0            | 1            | 2      | 1      | 0      | 1      | 6      | 3      | +3 |
| Coppa delle Fiere | -     | 3       | 2       | 1       | 0       | 5       | 1       | 3            | 0            | 2            | 1            | 2            | 3            | 6      | 2      | 3      | 1      | 7      | 4      | +3 |
| Totale            | 34    | 21      | 11      | 7       | 3       | 38      | 18      | 21           | 5            | 4            | 12           | 21           | 32           | 42     | 16     | 11     | 15     | 59     | 50     | +9 |

### Andamento in campionato
| Giornata  | 1 | 2 | 3 | 4  | 5  | 6  | 7  | 8  | 9  | 10 | 11 | 12 | 13 | 14 | 15 | 16 | 17 | 18 | 19 | 20 | 21 | 22 | 23 | 24 | 25 | 26 | 27 | 28 | 29 | 30 | 31 | 32 | 33 | 34 |
| --------- | - | - | - | -- | -- | -- | -- | -- | -- | -- | -- | -- | -- | -- | -- | -- | -- | -- | -- | -- | -- | -- | -- | -- | -- | -- | -- | -- | -- | -- | -- | -- | -- | -- |
| Luogo     | C | T | T | C  | T  | C  | T  | C  | T  | C  | T  | C  | T  | C  | T  | C  | T  | T  | C  | C  | T  | C  | T  | C  | T  | C  | T  | C  | T  | C  | T  | C  | T  | C  |
| Risultato | V | P | N | P  | P  | N  | V  | N  | P  | V  | P  | N  | V  | N  | P  | N  | P  | P  | P  | V  | P  | V  | P  | V  | V  | P  | P  | V  | V  | N  | N  | V  | V  | V  |
| Posizione | 3 | 6 | 9 | 12 | 17 | 14 | 12 | 11 | 14 | 11 | 13 | 15 | 12 | 10 | 14 | 14 | 15 | 16 | 16 | 14 | 17 | 15 | 17 | 16 | 12 | 15 | 17 | 16 | 12 | 13 | 13 | 12 | 10 | 8  |

Legenda:

Luogo: C = Casa; T = Trasferta. Risultato: V = Vittoria; N = Pareggio; P = Sconfitta.

### Statistiche dei giocatori
| Giocatore     | Bundesliga | Bundesliga | Bundesliga  | Bundesliga | Coppa di Germania | Coppa di Germania | Coppa di Germania | Coppa di Germania | Coppa delle Fiere | Coppa delle Fiere | Coppa delle Fiere | Coppa delle Fiere | Totale   | Totale | Totale      | Totale     |
| Giocatore     | Presenze   | Reti       | Ammonizioni | Espulsioni | Presenze          | Reti              | Ammonizioni       | Espulsioni        | Presenze          | Reti              | Ammonizioni       | Espulsioni        | Presenze | Reti   | Ammonizioni | Espulsioni |
| ------------- | ---------- | ---------- | ----------- | ---------- | ----------------- | ----------------- | ----------------- | ----------------- | ----------------- | ----------------- | ----------------- | ----------------- | -------- | ------ | ----------- | ---------- |
| E. Abbé       | 5          | 1          | 0           | 0          | 0                 | 0                 | 0                 | 0                 | 4                 | 1                 | 0                 | 0                 | 9        | 2      | 0           | 0          |
| W. Bechtold   | 22         | 5          | 0           | 0          | 2                 | 0                 | 0                 | 0                 | 2                 | 1                 | 0                 | 0                 | 26       | 6      | 0           | 0          |
| H. Bellut     | 27         | 3          | 0           | 0          | 2                 | 3                 | 0                 | 0                 | 5                 | 0                 | 0                 | 0                 | 34       | 6      | 0           | 0          |
| S. Feghelm    | 0          | 0          | 0           | 0          | 0                 | 0                 | 0                 | 0                 | 0                 | 0                 | 0                 | 0                 | 0        | 0      | 0           | 0          |
| J. Grabowski  | 30         | 8          | 0           | 0          | 2                 | 2                 | 0                 | 0                 | 4                 | 1                 | 0                 | 0                 | 36       | 11     | 0           | 0          |
| W. Huberts    | 33         | 6          | 0           | 0          | 2                 | 0                 | 0                 | 0                 | 5                 | 0                 | 0                 | 0                 | 40       | 6      | 0           | 0          |
| B. Hölzenbein | 32         | 3          | 0           | 0          | 2                 | 0                 | 0                 | 0                 | 3                 | 0                 | 0                 | 0                 | 37       | 3      | 0           | 0          |
| F. Jusufi     | 30         | 1          | 0           | 0          | 0                 | 0                 | 0                 | 0                 | 0                 | 0                 | 0                 | 0                 | 30       | 1      | 0           | 0          |
| J. Kalb       | 28         | 4          | 0           | 0          | 2                 | 0                 | 0                 | 0                 | 5                 | 1                 | 0                 | 0                 | 35       | 5      | 0           | 0          |
| G. Keifler    | 6          | 0          | 0           | 0          | 1                 | 0                 | 0                 | 0                 | 2                 | 0                 | 0                 | 0                 | 9        | 0      | 0           | 0          |
| H. Kraus      | 9          | 0          | 0           | 0          | 0                 | 0                 | 0                 | 0                 | 3                 | 0                 | 0                 | 0                 | 12       | 0      | 0           | 0          |
| P. Kunter     | 20         | 0          | 0           | 0          | 2                 | 0                 | 0                 | 0                 | 2                 | 0                 | 0                 | 0                 | 24       | 0      | 0           | 0          |
| H. Lindemann  | 0          | 0          | 0           | 0          | 0                 | 0                 | 0                 | 0                 | 0                 | 0                 | 0                 | 0                 | 0        | 0      | 0           | 0          |
| D. Lindner    | 24         | 1          | 0           | 0          | 0                 | 0                 | 0                 | 0                 | 4                 | 0                 | 0                 | 0                 | 28       | 1      | 0           | 0          |
| O. Lotz       | 13         | 2          | 0           | 0          | 1                 | 0                 | 0                 | 0                 | 4                 | 1                 | 0                 | 0                 | 18       | 3      | 0           | 0          |
| F. Lutz       | 26         | 1          | 0           | 0          | 1                 | 0                 | 0                 | 0                 | 5                 | 0                 | 0                 | 0                 | 32       | 1      | 0           | 0          |
| B. Nickel     | 34         | 8          | 0           | 0          | 2                 | 1                 | 0                 | 0                 | 6                 | 2                 | 0                 | 0                 | 42       | 11     | 0           | 0          |
| H. Racky      | 5          | 0          | 0           | 0          | 0                 | 0                 | 0                 | 0                 | 3                 | 0                 | 0                 | 0                 | 8        | 0      | 0           | 0          |
| L. Schämer    | 27         | 2          | 0           | 0          | 2                 | 0                 | 0                 | 0                 | 5                 | 0                 | 0                 | 0                 | 34       | 2      | 0           | 0          |
| H. Tilkowski  | 14         | 0          | 0           | 0          | 0                 | 0                 | 0                 | 0                 | 4                 | 0                 | 0                 | 0                 | 18       | 0      | 0           | 0          |
| G. Trinklein  | 1          | 0          | 0           | 0          | 0                 | 0                 | 0                 | 0                 | 0                 | 0                 | 0                 | 0                 | 1        | 0      | 0           | 0          |
| K. Wirth      | 20         | 0          | 0           | 0          | 2                 | 0                 | 0                 | 0                 | 6                 | 0                 | 0                 | 0                 | 28       | 0      | 0           | 0          |